# گاز تنفسی
گاز تنفسی ترکیبی از عناصر و ترکیبات شیمیایی گازی است که برای تنفس استفاده می‌شود. اتمسفر زمین، رایج‌ترین و تنها گاز طبیعی تنفسی است، اما ترکیب‌های دیگری از گازها یا اکسیژن خالص نیز در تجهیزات تنفسی و زیستگاه‌های بسته مورد استفاده قرار می‌گیرند. اکسیژن، بخش ضروری هر گاز تنفسی است. گازهای تنفسی که برای پزشکی پرفشار توسعه یافته‌اند، به منظور بهبود عملکرد هوای معمولی طراحی شده‌اند تا خطر بیماری ناشی از کاهش ناگهانی فشار را کاهش دهند، مدت کاهش فشار را کوتاه‌تر کنند، تأثیر نیتروژن نارکوسیس را کاهش دهند، کار تنفس را بهبود بخشند و امکان غواصی عمیق ایمن‌تر را فراهم کنند.